# Joe DiMaggio
Joseph Paul DiMaggio, geboren als Giuseppe Paolo DiMaggio (Martinez (Californië), 25 november 1914 – Hollywood (Florida), 8 maart 1999) was een Amerikaanse honkbalspeler.

## Biografie
DiMaggio was het achtste kind van Siciliaanse immigranten, zijn ouders waren in 1898 naar de Verenigde Staten gekomen. De DiMaggio's waren generaties lang vissers geweest, en men zocht het geluk in de vissersplaats Martinez en later in de Italiaanse buurt North Beach in San Francisco. Waar twee van zijn broers in hun vaders voetsporen traden, ontwikkelde de jonge Joe al vroeg een afkeer van de visserij. Samen met zijn broers Vince en Dominic speelde hij liever honkbal op een speelterrein vlak bij hun huis, waar hij als tienjarige op het derde honk stond. In zijn autobiografie Lucky to be a Yankee zou DiMaggio later schrijven dat hij niet zo zeer was aangetrokken door het honkbalspel, maar dat hij dat liever deed dan zijn vader helpen op de boot.
Toen zijn vader later het verzet tegen DiMaggio's honkbalspel opgaf verloor hij dan ook al snel de belangstelling. Het was altijd eerder een excuus geweest om niet thuis te zijn, dan dat Joe echt gemotiveerd was voor het spel. Op veertienjarige leeftijd werd hij dan ook krantenverkoper, maar toen zijn broer Vince onder contract kwam bij de San Francisco Seals, en veel meer geld verdiende dan Joe, besloot hij ook zijn geluk te beproeven in de sport. Met buurtgenootjes won hij het kampioenschap in de Boys Club League, waarbij Joe in de finale wedstrijd twee homeruns sloeg. Hij had zijn eerste betaalde wedstrijd gespeeld, 2 goudkleurige honkballen gewonnen en twee tegoedbonnen voor souvenirs, ter waarde van $ 16,00.
In 1943, terwijl hij onder contract stond bij de New York Yankees, meldde hij zich voor het leger. Hij stond er op geen speciale behandeling te krijgen, maar speelde gedurende zijn gehele diensttijd honkbal als verzetje voor de dienstmakkers, en voor het moreel van het thuisfront. Hij werd gestationeerd op de luchtmachtbasis Santa Ana, en vanaf het voorjaar van 1944 op Hawaï tezamen met beroemde spelers als Johnny Beazley, Joe Gordon, Pee Wee Reese en Red Ruffing. Ondanks maagproblemen bleef DiMaggio spelen tot hij in 1945 afzwaaide. Vervolgens tekende hij opnieuw een contract bij de Yankees.

## Huwelijken
DiMaggio ontmoette actrice Dorothy Arnold op een filmset, uit hun huwelijk kwam een zoon die geboren werd in 1941. Het huwelijk hield niet lang stand, het werd ontbonden in 1944.
Hij trouwde vervolgens in het Stadhuis van San Francisco op 14 januari 1954 met Marilyn Monroe, een huwelijk dat minder dan één jaar stand hield. Hij werd hierna door de Rooms-Katholieke Kerk geëxcommuniceerd voor polygamie. Deze excommunicatie is in 1962 herzien.

## Sportcarrière
In april 1932 tekende DiMaggio bij de San Francisco Seals, waar hij in het resterende seizoen nog 3 wedstrijden speelde als korte stop. In het daaropvolgende seizoen maakte hij 169 binnengeslagen punten en 28 homeruns bij een slaggemiddelde van 0,340. Hij verraste vriend en vijand met 56 wedstrijden waarin hij minimaal eenmaal het eerste honk bereikte (hitting streak).
DiMaggio werd in 1934 verkocht aan de New York Yankees, maar bleef wegens een knieblessure nog een seizoen uitgeleend aan de Seals. Tussen 1936 en 1951 werd hij driemaal verkozen tot Most Valuable Player en speelde hij 13 maal mee in allstarwedstrijden. Zijn bijnamen waren Joltin' Joe en de Yankee Clipper.

## DiMaggio in populaire cultuur

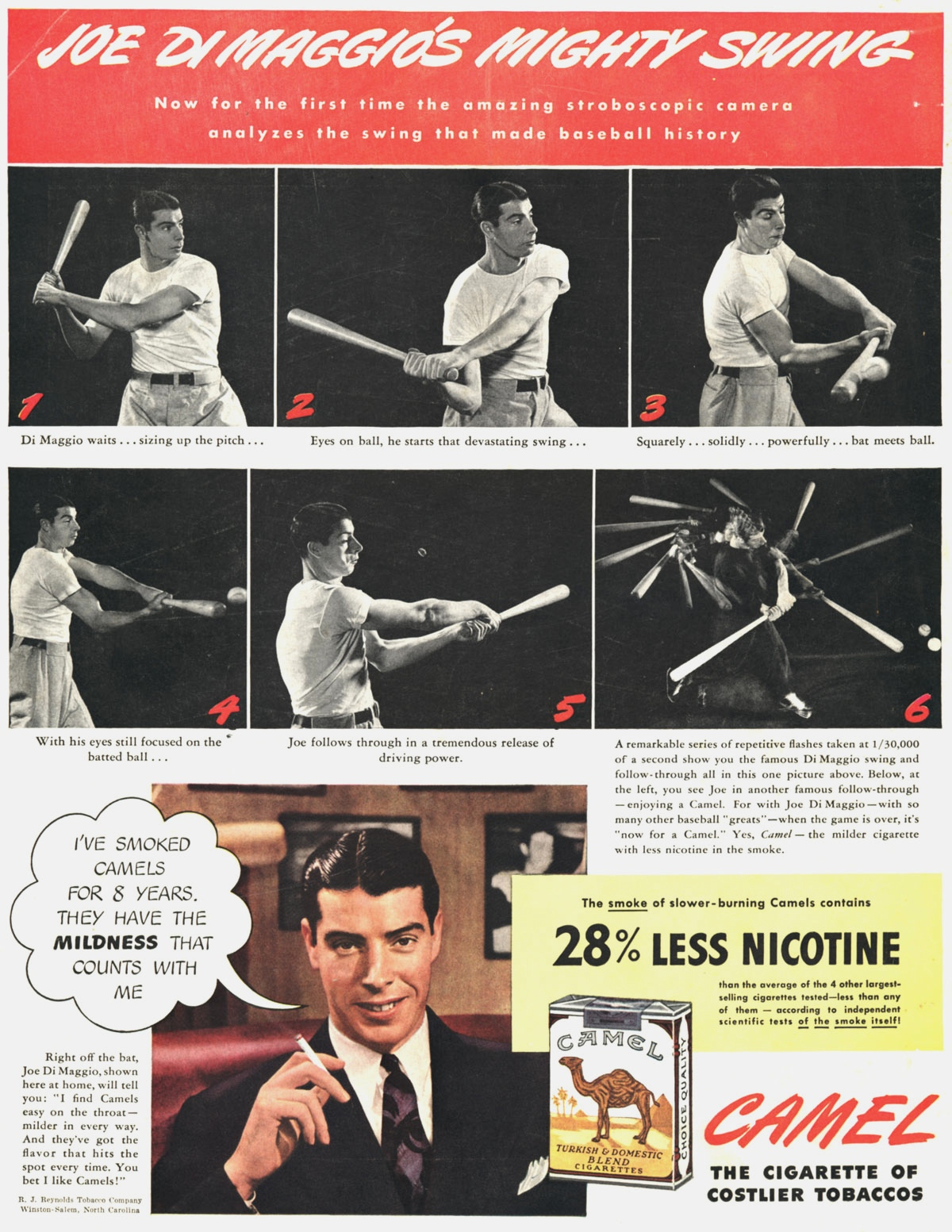

In het lied Mrs. Robinson van (Paul) Simon & (Art) Garfunkel wordt zijn naam met weemoed genoemd en in We Didn't Start The Fire van Billy Joel staat zijn naam tussen vele beroemdheden, waaronder ook zijn vrouw (Marilyn Monroe). Joe DiMaggio wordt ook genoemd in het nummer Centerfield van John Fogerty, in het nummer Vogue van Madonna en in het nummer I'm Gonna Be Alright van Jennifer Lopez (Remix, featuring Nas). De Britse band Asia heeft een compleet nummer aan hem en zijn handschoen op hun cd Gravitas (2014) gewijd. In de novelle The Old Man and the Sea van de Amerikaanse schrijver Ernest Hemingway is DiMaggio een geliefd gespreksonderwerp van de hoofdpersonen Santiago en Manolin. Ook in de aflevering The Note van de Amerikaanse sitcom Seinfeld komt hij voor.
Vulfpeck schreef een volledig nummer over hem: '1 for 1, DiMaggio'.

## Fotogalerij

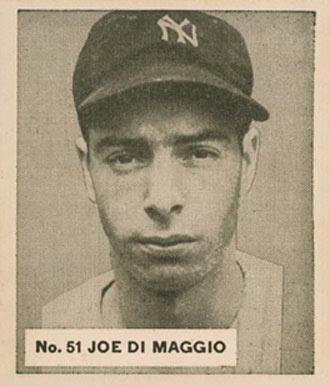
Verzamelkaartje, 1936
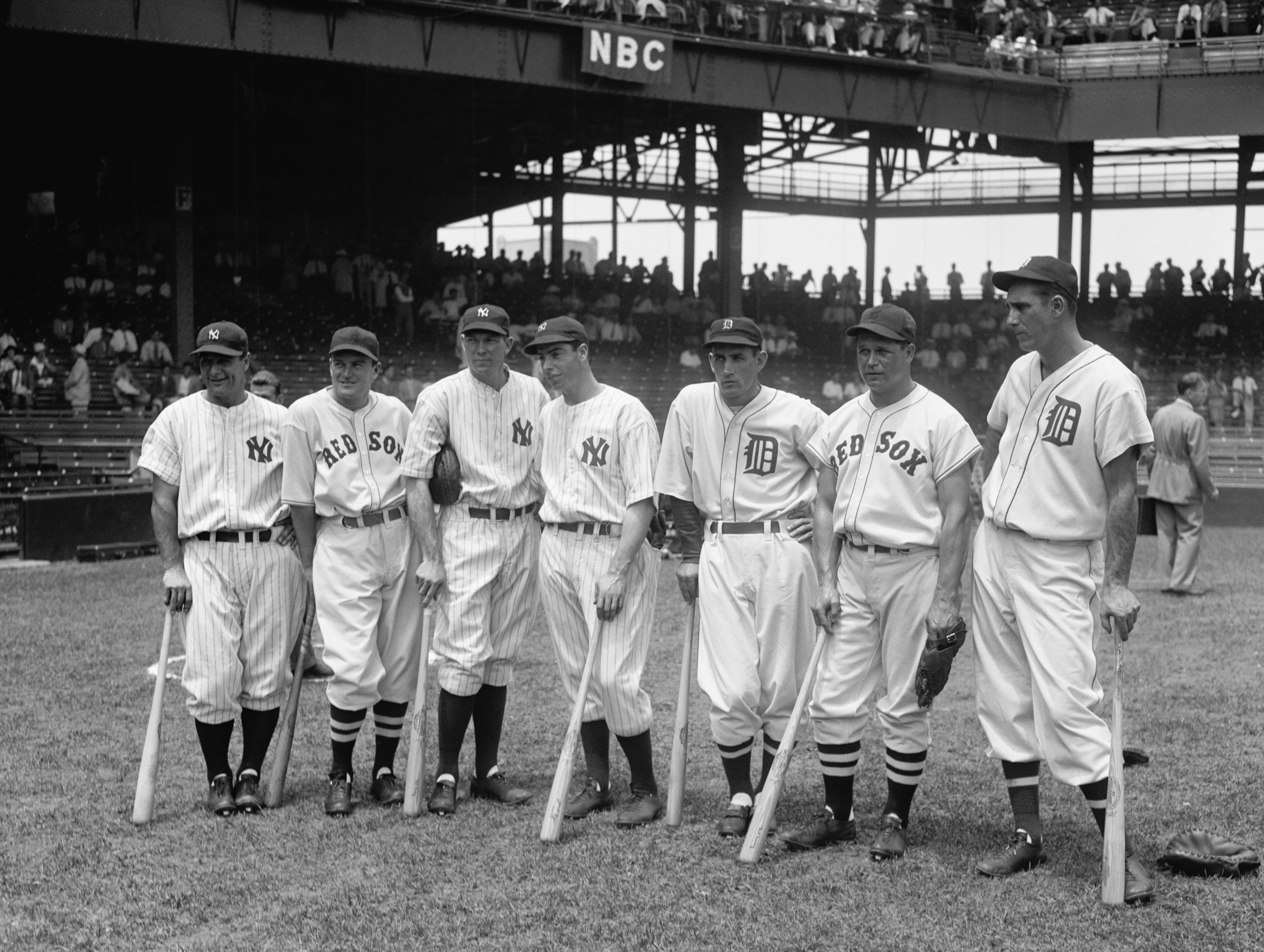
In het All Star team, 1937 (4e van links)
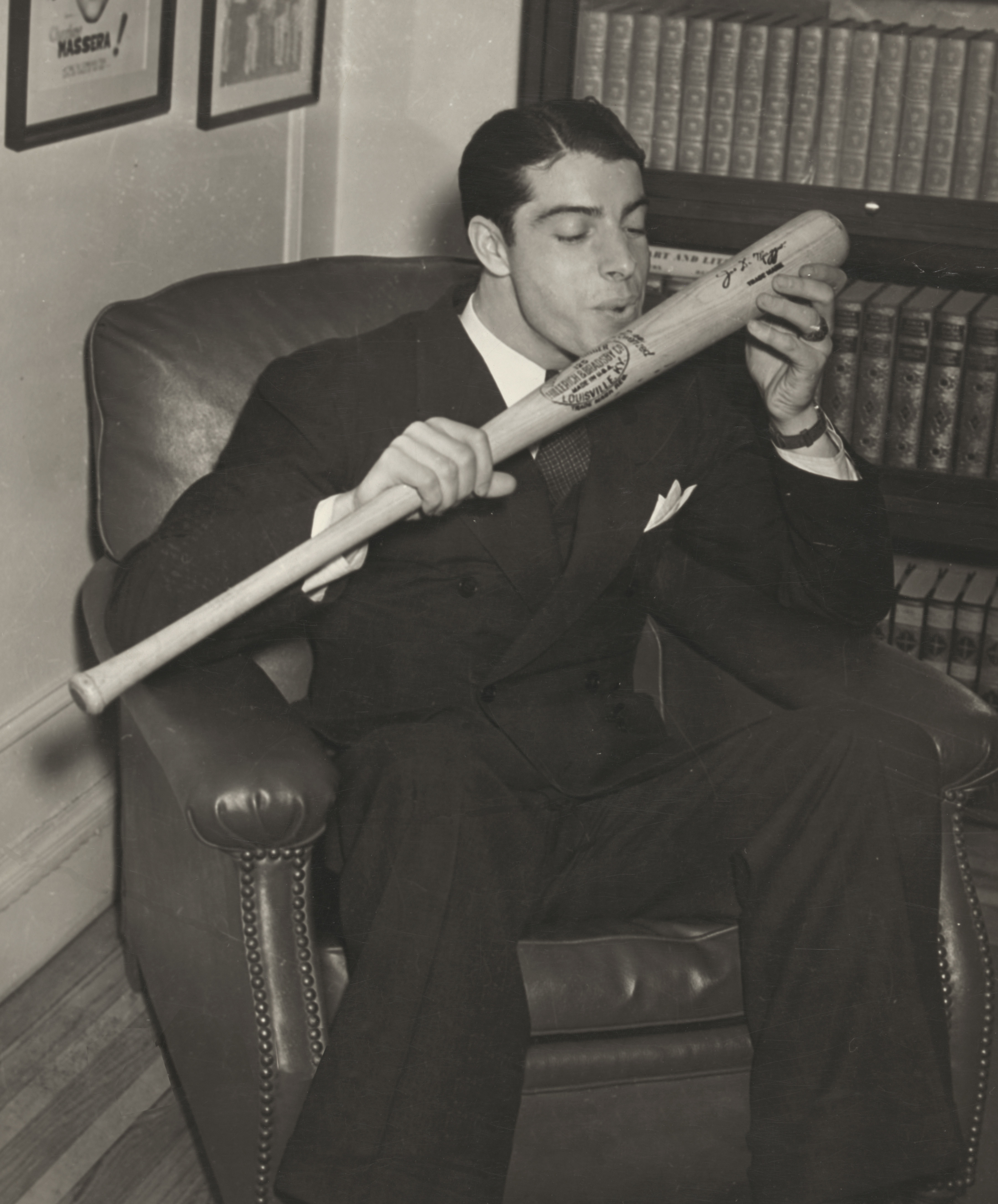
1941
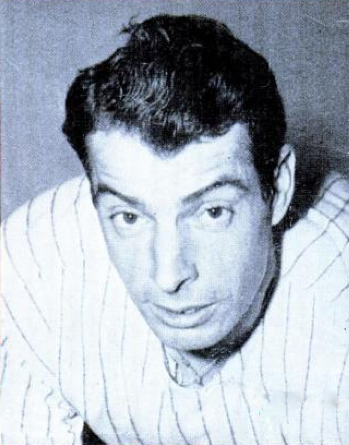
1951
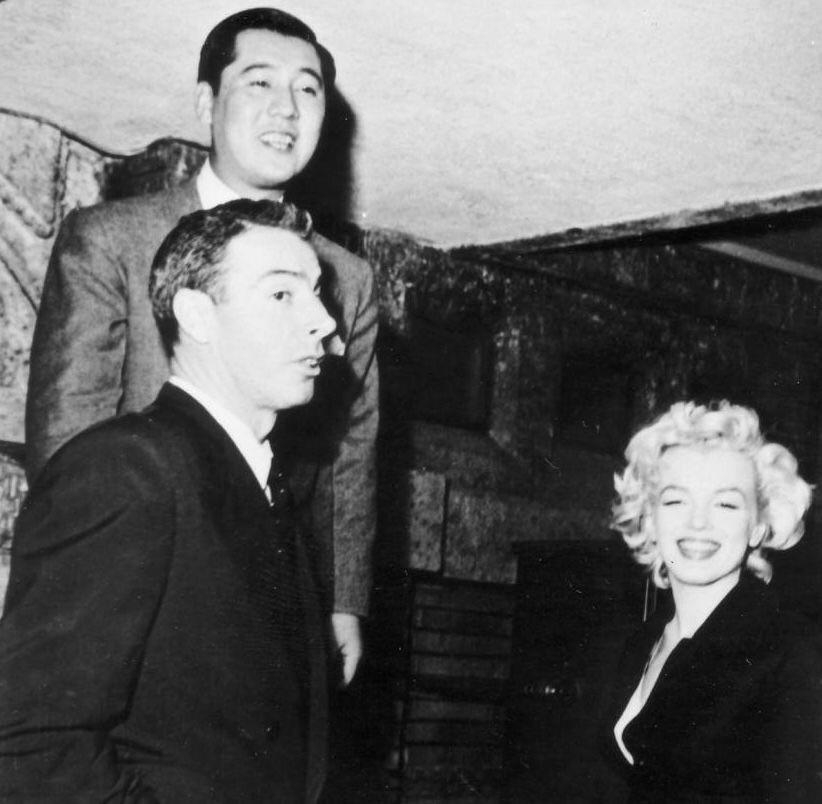
Met Marilyn Monroe en Tstsuzo Inumaru, 1954
Bij president Reagan, 1981